# Chrysobothris socialis
Chrysobothris socialis är en skalbaggsart som beskrevs av Waterhouse 1887. Chrysobothris socialis ingår i släktet Chrysobothris och familjen praktbaggar.

## Underarter
Arten delas in i följande underarter:
- C. s. socialis
- C. s. apache